# Eupithecia tenerifensis
Eupithecia tenerifensis är en fjärilsart som beskrevs av Hans Rebel 1903. Eupithecia tenerifensis ingår i släktet Eupithecia och familjen mätare. Inga underarter finns listade i Catalogue of Life.